# Birkenshaw (West Yorkshire)
Birkenshaw – wieś w Anglii, w hrabstwie ceremonialnym West Yorkshire, w dystrykcie metropolitalnym Kirklees. Leży 12 km na południowy zachód od miasta Leeds i 271 km na północny zachód od Londynu.